# Гагарин, Сила Иванович
Сила Иванович Гагарин — сын боярский, письменный голова, воевода.

## Биография
Полное имя Князь Сила Княж Иванов сын Гагарин. Представитель княжеского рода Гагариных, одной из ветвей князей Стародубских, ведущих свое происхождение от Рюрика.
Младший из трех сыновей князя Ивана Даниловича «Гуся» Гагарина, брат князей Романа и Григория.
С 14 мая 1603 года объезжий голова в Москве.
В 1606—1608 годах княжеский наместник воевода в городе Тара.
С 30 апреля по 28 июня 1609 год воевода в Ярославле.
В 1609 году выдержал в Ярославле 23-дневную осаду польско-литовско-татарскими войсками: 1 мая на заре «воры» и литовские люди взяли больший острог, окружавший пригородные посады и слободы; Гагарин и ратные люди сидели в Земляном городе, кремле и в Спасском монастыре и отбивали нападения неприятеля по 2—3 раза в день.
В 1610 году воевода в Переяславле-Залесском.
Потомства не оставил.